# Grootoogzandtijgerhaai
De grootoogzandtijgerhaai (Odontaspis noronhai) is een vis uit de familie van tijgerhaaien (Odontaspididae) en behoort derhalve tot de orde van makreelhaaien (Lamniformes). De vis kan een lengte bereiken van 360 centimeter.

## Leefomgeving
De grootoogzandtijgerhaai is een zoutwatervis. In brakwater is de soort nog nooit aangetroffen. De vis prefereert een diepwaterklimaat en heeft zich verspreid over de Grote en Atlantische Oceaan. De diepteverspreiding is 600 tot 1000 meter onder het wateroppervlak.

## Relatie tot de mens
De grootoogzandtijgerhaai is voor de visserij van potentieel belang. In de hengelsport wordt er weinig op de vis gejaagd.